# Beat To My Melody
"Beat to My Melody" là ca khúc do nữ ca sĩ người Đức Lena Meyer-Landrut trình bày, được sáng tác bởi Lena, Johnny Coffer, Sam Preston, và Katrina Noorbergen trong album phòng thu thứ tư của cô Crystal Sky (2015). Đĩa đơn được Universal Music Germany phát hành sau đó vào ngày 01 tháng 4 năm 2016. Đây cũng là đĩa đơn thứ ba của album. Beat to My Melody đã lọt vào Top 20 của BXH âm nhạc Đức.

## Thông tin
"Beat to My Melody" là một bản pop điện tử, mang một số âm hưởng của phương Đông. Ca khúc do Lena, Jonny Coffer, Katrina Noorbergen và Sam Preston đồng sáng tác và thu âm tại phòng thu Jonny Coffers ở London. Nhà sản xuất người Anh Biffco và bộ đôi Beatgees người Đức tiếp tục hợp tác với Lena để sản xuất ca khúc, họ đã sản xuất 13/14 track trong album "Crystal Sky".
Ca khúc do đội sản xuất Madizin remix trước khi "Crystal Sky" phát hành, được thêm vào album dưới dạng bonus track. Bản mix cũng nằm trong đĩa đơn cùng tên.

## Bìa đĩa
Bìa đĩa cũng được thiết kế tương tự như cover của các đĩa đơn trước cũng như của album, cũng sử dụng hiệu ứng kaleidoscopic và font cũ. Hình trên bìa đĩa được lấy từ MV của "Wild & Free".

## MV
MV của ca khúc được quay tại Berlin, một số cảnh khác được quay tại Heinrich-von-Kleist-Park ở Schöneberg. Nó do đạo diễn người Đức gốc Việt Vi-Dan Tran thực hiện, người đã từng đạo diễn MV cho đĩa đơn trước của Lena "Wild & Free" cũng như các track "Catapult" và "Home" trong album. Tran đã hợp tác cùng nữ ca sĩ người Đức Lary thực hiện MV, đây là video đầu tay trong sự nghiệp đạo diễn của Lary. MV do BNTB-Agency sản xuất. Vào ngày 25 tháng 3 năm 2016 MV phiên bản remix của Dayne S được phát hành độc quyền trên kênh Youtube chính thức của Lena.

## Quảng bá
Ca khúc được biểu diễn lần đầu tại Grand Prix Party của Eurovision Song Contest 2015 vào ngày 24 tháng 5 năm 2015 và phát sóng trên kênh ARD. Lena quảng bá ca khúc tại MTV Đức trong tập MTV Live Sessions. Cô cũng biểu diễn ca khúc trong phim truyền hình dài tập của Đức Gute Zeiten, schlechte Zeiten cùng với ca khúc "Traffic Lights" để quảng bá cho album, phát sóng vào ngày 15 tháng 10 năm 2015. Ca khúc cũng được trình bày trong tour lưu diễn "Carry You Home Tour", quảng bá cho album phòng thu thứ tư của cô.

## Tracklist
| Đĩa mở rộng remix | Đĩa mở rộng remix                            | Đĩa mở rộng remix |
| STT               | Nhan đề                                      | Thời lượng        |
| ----------------- | -------------------------------------------- | ----------------- |
| 1.                | "Beat to My Melody" (Dayne S Remix)          | 3:40              |
| 2.                | "Beat to My Melody" (YOUNOTUS Remix)         | 3:17              |
| 3.                | "Beat to My Melody" (Sterio Remix)           | 3:55              |
| 4.                | "Beat to My Melody" (Robin Grubert Remix)    | 3:15              |
| 5.                | "Beat to My Melody" (Madizin Lake House Mix) | 3:48              |

## Phát hành
| Quốc gia | Ngày               | Định dạng                       | Hãng đĩa                |
| -------- | ------------------ | ------------------------------- | ----------------------- |
| Đức      | 8 tháng 4 năm 2016 | Kĩ thuật số – Đĩa mở rộng remix | Universal Music Germany |